# Nervige Mahonie
Die Nervige Mahonie (Mahonia nervosa) ist eine Pflanzenart aus der Familie der Berberitzengewächse (Berberidaceae). Das ursprüngliche Verbreitungsgebiet umfasst den Westen Nordamerikas von British Columbia im Norden, über Washington, Oregon und Idaho bis nach Kalifornien im Süden. Der deutsche Name der Art bezieht sich auf die gut erkennbaren „Blattnerven“ (richtigerweise Blattadern).

## Beschreibung

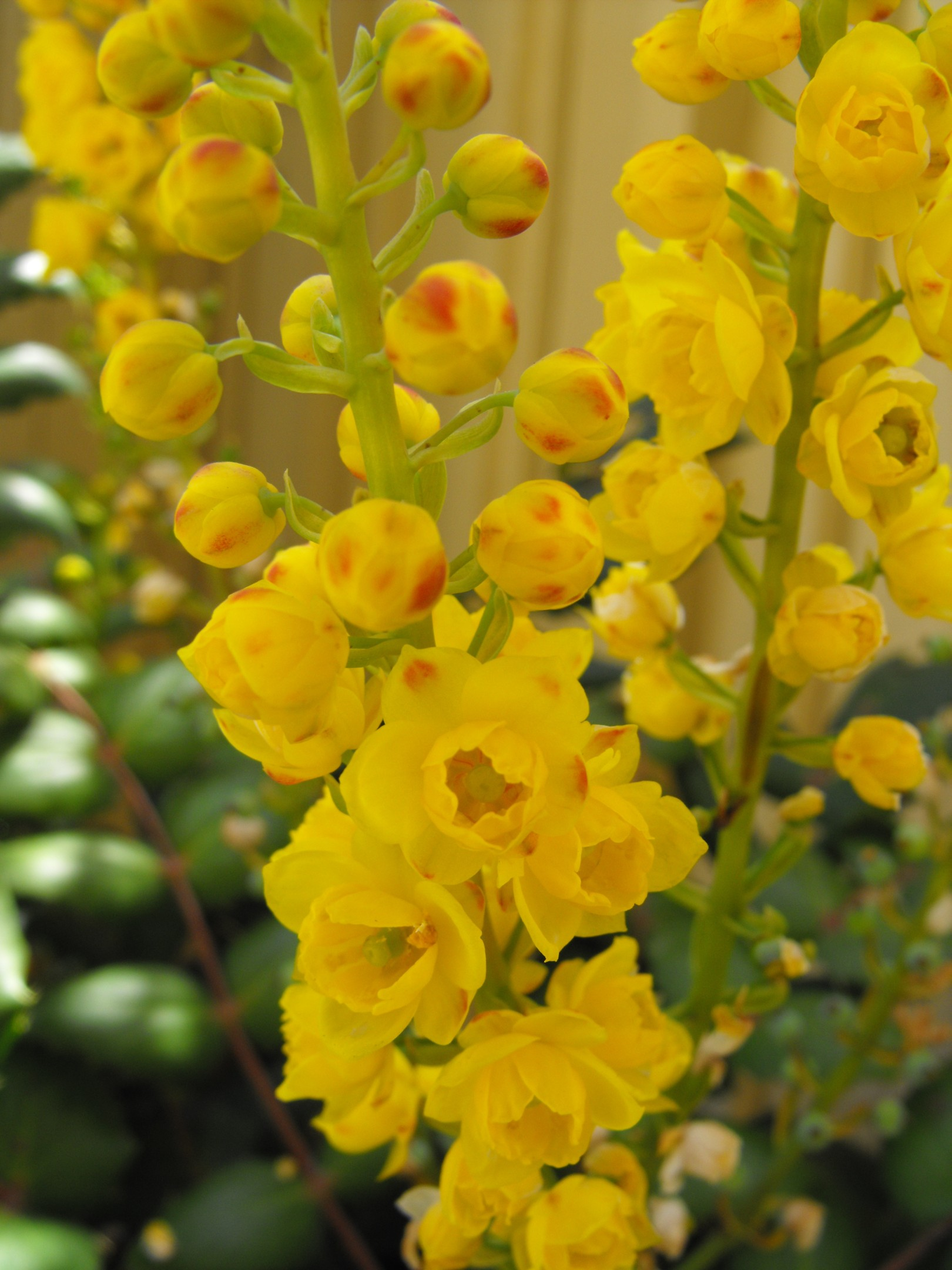
Blütenstand

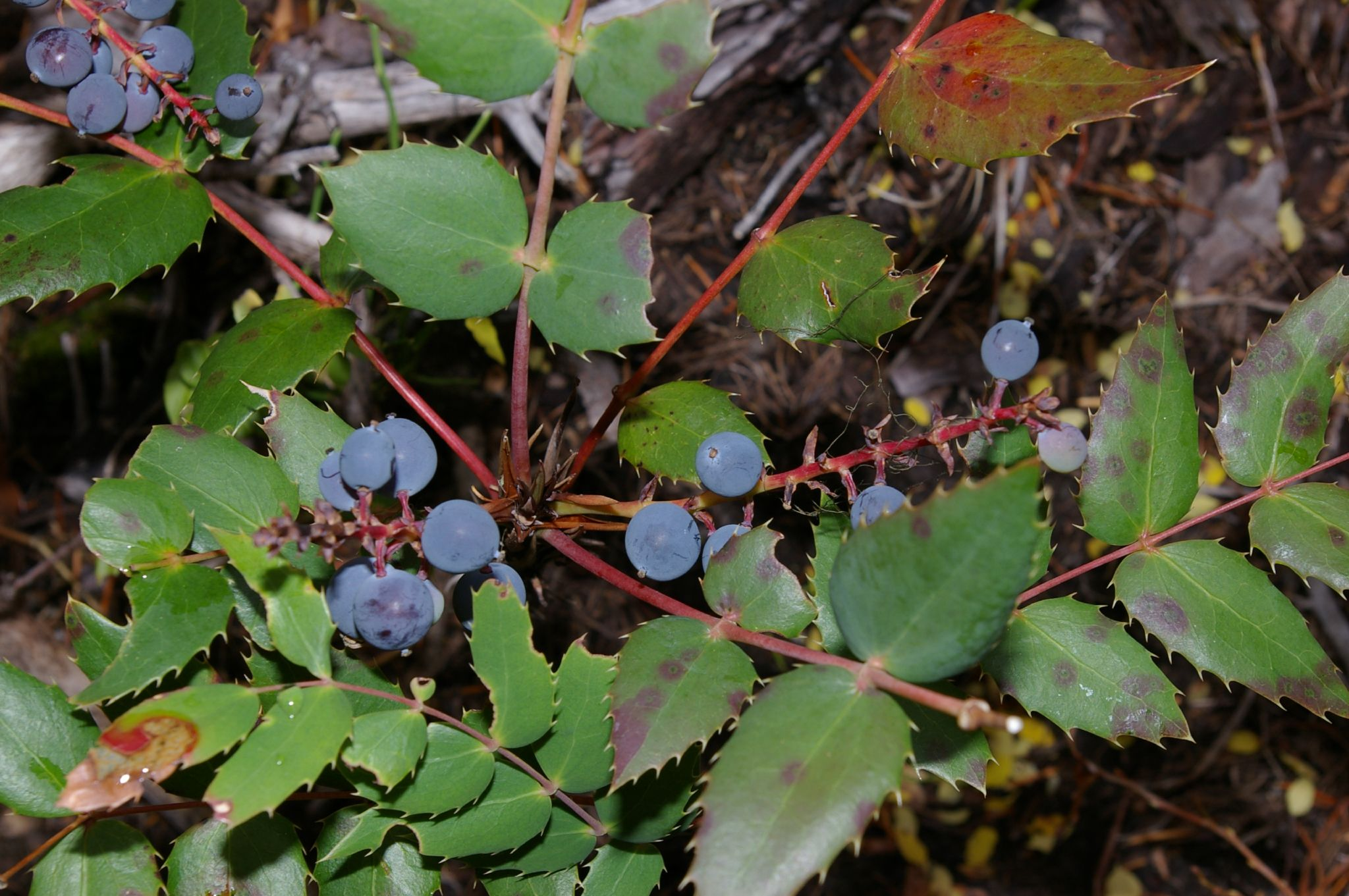
Früchte und Blätter

Die Nervige Mahonie wächst als immergrüner Strauch, der Wuchshöhen bis 2 Meter erreichen kann. Es sind keine Dornen vorhanden. Die Äste bilden keine Kurztriebe aus. Die unbehaarte Borke ist bei zweijährigen Ästen braun bis gelbbraun gefärbt.
Die Knospe besteht aus 1,3 bis 4,4 Zentimeter langen Knospenschuppen. Die wechselständigen Blätter sind unpaarig-gefiedert und bestehen aus 9 bis 21 Blättchen, die an einem 2 bis 11 Zentimeter langen Blattstiel stehen. Die stachelspitzigen, dünnen und mehr oder weniger biegsamen Blättchen sind mit einer Länge von 2,9 bis 8,4 Zentimeter und einer Breite von 1,2 bis 4,8 Zentimeter eiförmig bis dreieckig. Die sitzenden Blättchen, nur das Endblättchen ist gestielt, sind spitz bis zugespitzt und an der Basis abgerundet bis leicht herzförmig. Von der Hauptader gehen vier bis sechs Paare Seitenadern ab. Die flachen Ränder weisen 6 bis 13 stachelige Zähne auf. Die Blättchenoberseite ist leicht glänzend, während die glatte, hellere Unterseite matter ist. Die Herbstfärbung ist rötlich bis purpur.
Die Blütezeit erstreckt sich von März bis Juni. Die endständigen, dichten, traubebigen Blütenstände werden 6 bis 17 Zentimeter lang und bestehen aus 30 bis 70 gelben Einzelblüten. Die „bereiften“ Beeren mit Griffelresten sind bei einer Größe von 8 bis 11 Millimeter kugelig bis eiförmig. Zur Reife sind sie blau oder blaugrün gefärbt.
Die Chromosomenzahl beträgt 2n = 56.

## Verbreitung und Vorkommen
Das natürliche Verbreitungsgebiet der Nervigen Mahonie liegt im Westen Nordamerikas. Es erstreckt sich von British Columbia im Norden, über Washington, Oregon und Idaho bis nach Kalifornien im Süden. Sie kommt vor allem in offenen oder geschlossenen Wäldern, die auf felsigen Untergründen wachsen, vor. Man findet sie von Meereshöhe bis in Höhenlagen von 1800 Metern.

## Systematik
Die Erstbeschreibung als Berberis nervosa erfolgte 1813 durch Frederick Traugott Pursh in Flora Americae Septentrionalis; or, … 1, S. 219–220, pl. 5. Thomas Nuttall überführte die Art 1818 in The Genera of North American Plants 1, S. 212 in die Gattung Mahonia.
Ein Synonym für Mahonia nervosa (Pursh) Nutt. ist Odostemon nervosus (Pursh) Rydb.

## Nutzung
Diese Art wird als Zierstrauch in Gärten und Parks verwendet. Sie ist frosthart. Ihre Früchte können sowohl roh als auch gekocht gegessen werden. Aus der inneren Rinde der Stämme und Wurzeln kann ein gelber Farbstoff gewonnen werden, während aus den Früchten ein dunkelgrüner, violetter oder dunkel blau-purpurner Farbstoff gewonnen werden kann.
Aus der Wurzel gewonnene Präparate haben eine stärkende und verdauungsfördernde Wirkung und können zur Behandlung von Schuppenflechte, Syphilis und schlechten Blutwerten eingesetzt werden. Ein aus der entrindeten Wurzel hergestellter Absud wurde früher zur Behandlung von Arthritis sowie gegen gerötete Augen eingesetzt. Die Früchte haben eine abführende Wirkung. Wie bei allen Mahonien enthält auch das Rhizom der Nervigen Mahonie Berberin, welches eine antibakterielle und stärkende Wirkung aufweist.